# İğde
İğde war eine Gemeinde im Landkreis Elbistan der türkischen Provinz Kahramanmaraş. Seit im Rahmen einer Gebietsreform die Provinzhauptstadt Kahramanmaraş 2013 zur Büyükşehir belediyesi (Großstadtkommune) erklärt wurde, ist die Kleinstadt eine Mahalle von Elbistan. Der Ort liegt etwa zehn Kilometer südwestlich der Kreisstadt am Südwesthang des 2171 Meter hohen Berges Sar Dağ. 